# اکساکاواک، بیپازاری
اکساکاواک، بیپازاری (به لاتین: Akçakavak, Beypazarı) یک منطقهٔ مسکونی در ترکیه است که در استان آنکارا واقع شده‌است.